# Konstens historia
Kategoriseringen av konstens historia brukar ta fasta på förändringar som konsten genomgått i tiden, och en epok kallas sålunda för lång om få förändringar har ägt rum och kort om utvecklingen varit snabb. De ansatser till konsthistoriska analyser som föregick renässansen begränsade sig ofta till konstnärsbiografier, och det var egentligen först i och med 1800-talet som historiska konstverk började betraktas som uttryck för hela epoker eller än mer övergripande strömningar. Idag används fortfarande av denna traditionella uppdelning i olika epoker, medan forskare aktar sig noga för att läsa in de grova generaliseringar som den ofta innebär. 
Vanligen avses med "konstens historia" bildkonstens historia och ofta begränsas ämnet till ett eurocentriskt perspektiv. Även till exempel kinesisk konst ingår i ämnet, och under senare tid, då olika kulturer allt lättare kommer i kontakt med varandra, har det etnocentriska perspektivet fått ge plats åt en mer inkluderande infallsvinkel. 
När denna traditionella uppdelning används här är det för återge den terminologi som fortfarande används. Avsikten med upplägget är att, så långt som möjligt, beskriva det som förenar olika perioder, ismer och geografiska områden "högt upp" i artikelserien och det specifika för varje kategori "långt ned" i artikelserien. Det som är specifikt för den assyriska konsten beskrivs sålunda i artikeln assyrisk konst och sådant som den assyriska konsten delar med andra epoker beskrivs i till exempel antikens konst.

## Introduktion
Konst kan uppfattas som både abstraktioner av verkligheten och som uttryck för människans själsliv. Det första antyder en abstraktion av något konkret och det andra en konkretisering av något abstrakt. Historien kan på liknande vis beskrivas som en abstraktion av den verklighet som omger oss eller som en konkretisering av ett kontinuerligt flöde. Att beskriva konstens historia innebär sålunda ofrånkomligen en rad ställningstaganden, antaganden och förenklingar. 
Ett enskilt konstobjekt kan beskrivas utifrån sina egna förutsättningar - som ett individuellt avtryck - eller som en representant för en epok, en folkgrupp eller allmänmänskliga storheter - det vill säga som en pusselbit i ett större sammanhang. Oavsett infallsvinkel står konsten isolerad från betraktaren antingen genom den tid som skiljer betraktaren från konstnärens eller genom de aspekter som går förlorade då betraktaren läser in generella egenskaper i de individuella objekten.

## Förhistorisk tid
Huvudartikel: Förhistorisk konst
Med förhistorisk konst avses konsten fram till historisk tid som brukar förknippas med introduktionen av någon form av skriftspråk omkring 3 000-2 000 f.Kr. Få samhällsbildningar från denna period uppvisar den grad av stratifiering som gör det meningsfullt att tala om konst i modern mening. Med andra ord studeras den förhistoriska konsten snarare av arkeologer än av konstvetare. Det är dessutom bra att hålla i huvudet att konst som starkt påminner om förhistorisk konst fortfarande skapas av kulturer på alla kontinenter. 

### Stenåldern
Människoarter har tillverkat föremål som på något sätt utgör abstraktioner av den omgivande verkligheten sedan paeolitikum där de äldsta kända exempeln är 300000 år gamla benbitar från Bilzingsleben med regelbundna streck. Neandertalmänniskorna har senare lämnat efter sig enkla abstraktioner i rödockra för 150 000 år sedan till 35 000 år sedan. Dessa markeringar uppfattas dock inte av alla arkeologer som medvetet gjorda markeringar. Konstens egentliga ursprung beror på vad som betraktas som konstföremål.  
Olika forskare har gett olika funktioner för de tidigaste konstverken: 1) att dekorera, 2) att förklara och 3) att bemästra eller besvärja. Märken i elfenbensämnen och ristningar i berghällar hade ofta flera av dessa funktioner, och mycket likartade konstnärliga uttryck förekommer hos kulturer i vitt skilda delar av världen. 
Omdiskuterade fynd i kulturlager från tidig/mellanpaeolitikum av vissa forskare tolkats som avbildningar av människor medan andra betraktar dem som naturliga stenformationer, exempelvis Venus från Tan-Tan i Marocko på en 300 000 - 500 000 år gammal fyndplats, och Venus från Berekhat Ram i Israel, som är 230 000 år gammal och om det är en artefakt har den tillverkats av Homo Erectus. 
Fram till nyligen var tidig oomtvistad konst utförd av Homo Sapiens endast känd från den europeiska kontinenten, där de äldsta statyetterna och flöjterna har daterats till omkring 42 500 år. I spanska Castillogrottan finns enkla symboler som är omkring 41 000 år, och i Gorham's Cave på Gibraltar finns hällristning som bedöms vara 39 000 år gammal. De mer avancerade målningarna i den franska Chauvetgrottan - där väggarna har fyllts med olika djur – är omkring 35 000 år gamla. Venusfiguriner har återfunnits på en rad platser Europa och asiatiska delen av Ryssland, exempelvis från Venus från Hohle Fels i Tyskland som bedöms vara mellan 35 000 och 30 000 år gammal.  
Fynd på andra kontinenter har emellertid inte utforskats lika noga, och nya undersökningar och dateringsmetoder visar äldre konst utanför Europa. Människan har tillverkat enklare typer av dekorationer i Blombos i Sydafrika för minst 70 000 år sedan, i form av ristade sicksackmönster på en sten. I Marocko och Israel har ännu äldre fynd gjorts av genomborrade pärlor som tolkats som smycken. Avtryck av händer omgärdade av röd ockrafärg finns i Australien och Indonesien, där de äldsta kända har återfunnits i Pettakeregrottan på ön Sulawesi och är omkring 40 000 år gamla, och där figurativa målningar av djurbilder är 35 000 år gamla. En forskningsdebatt förekommer om konsten har uppstått under stenåldern separat på olika kontinenter, eller om människan har haft med sig konsten sedan hon lämnade Afrika och Mellanöstern.
Fler exempel på stenålderskonst:
- Lascaux, Altamira, 15000–10000 f.Kr.
- Induskulturen, Mesopotamien, fördynastisk egyptisk konst, 4000–3000 f.Kr.
- Amerika: förcolumbiansk konst

## Antikens konst
Huvudartikel: Antikens konst

### Mesopotamien
Huvudartikel: Mesopotamisk konst
Mesopotamien (i det som är dagens Irak) kallas ofta "civilisationens vagga". Här utvecklade de allra äldsta civilisationerna jordbruk och skriftspråk. Sumerer, hettiter, assyrier och perser lämnade efter sig en mycket mångfacetterad konstskatt - från de första sumeriska, stiliserade människoavbildningarna med sina stora ögon till de högt realistiska akkadiska härskarporträtten och de realistiska assyriska väggrelieferna. Det är under denna tid som arkitekturen utvecklas från tempelbergen till pelarhallarna och litteraturhistoriens första författare träder fram.
Se vidare: Forntida Mesopotamien

### Egypten
Huvudartikel: Egyptisk konst
Lite konst kan som den egyptiska konsten ge intrycket av att ha existerat sedan tidernas begynnelse. Den starkt centraliserade makten och landets isolerade läge ledde till en konst som helt stod i faraonernas och prästerskapets tjänst. De återupphöll en tradition som till stora delar förblev identisk under flera tusen år. Den egyptiska konsten var nästan uteslutande av religiös art, och konsten från denna epok måste förstås som en del av den rådande dödskulten som har lite att göra med den europeiska konstens kontrapost och skönhetsideal. Den använder sig av rena ytor och enkla former för att uppnå en vanligen statisk och reliefartad verkan - där den grekiska konsten stod fritt i rummet var den egyptiska bunden till planet; den egeiska konstens ideal var den atletiska manskroppen, den egyptiska konstens var hieroglyfen och mumien.
Se vidare: Forntida Egypten

### Grekland
Huvudartikel: Grekisk konst
Konsten under den grekiska antiken utvecklades från cirka 800 f.Kr. och upptog influenser från bland annat Egypten och Persien. Jämfört med mycket tidigare konst var den grekiska realistisk och naturtrogen. Grekerna lät människans kropp och dess proportioner bli konstens centrala tema och, skulle många säga, för första gången kliver individer fram ur konsthistorien. Dock var de grekiska skulpturerna fortfarande idealiserade, det är ingen vardag som beskrivs. 
Se vidare: Greklands historia

### Etrurien
Huvudartikel: Etruskisk konst

Den kultur som etruskerna utvecklade är identifierbar börjar vid 800-talet f.Kr. Hur högt konsten redan tidigt stod i Etrurien, visas såväl av gravkamrarnas väggmålningar, bland vilka flera är ett halvt årtusende äldre än målningarna i Pompeji, som av de i bränd lera och brons utförda konstverken (på sarkofagerna framställda bilder av de avlidna, statyer, statyetter, reliefer m.m.

### Romerska riket
Huvudartikel: Romersk konst
I den tidiga romerska konsten var den etruskiska konstuppfattningen ett viktigt element. Den romerska konsten 100-talet f.Kr. och senare är ofta svår att skilja från den grekiska. Där Romarriket införlivade Grekland i imperiet uppslukades den italiska halvön av den grekiska kulturen. Konstnärer vid den här tiden inspirerades ofta i mycket stor skala av grekiska föregångare. Romarnas porträttbyster är dock ett exempel på en självständig romersk konstart. Under senantiken kom den romerska konsten gradvis att frångå de grekiska förebilderna och tog upp orientaliska influenser och började tillämpa bland annat värdeperspektiv.
I och med renässansen är det snarare den romerska kulturskatten som ”återupplivas” än den grekiska. Ända fram till 1900-talet var det till Rom som konstnärer for för att bilda sig. 
Se vidare: Romerska riket

## Västerländsk konsthistoria
Huvudartikel: Västerländsk konsthistoria

### Medeltidens konst
Huvudartikel: Medeltidens konst
Nästan all konst som producerades under medeltiden beställdes av kyrkan, den enda samhällsinstitution som var tillräckligt rik för att kunna bekosta konst. Eftersom den mesta allmogen var analfabeter användes bildkonsten för att förmedla det kristna budskapet vid sidan om de kristna ceremonierna. Mycket av den konstnärliga traditionen från antiken hade gått förlorad, och den medeltida konstens gestalter är nästan uteslutande tvådimensionella. Eftersom konstnärer saknade kunskap om perspektiv användes ett värdeperspektiv för att kommunicera med betraktarna. Förutom måleriet var gobelänger en viktig konstform som användes i slotten för att bevara värmen under de kalla vintrarna. Konstnärerna var under medeltiden anonyma.

#### Bysantinsk konst
Huvudartikel: Bysantinsk konst
Den bysantinska konsten var intimt förbunden med kulten kring kejsaren och kyrkan. Under sin tusenåriga historia genomgick den religiösa konsten flera utvecklingsfaser: Den första konsten var starkt beroende av det romerska arvet och ett orientaliskt inflytande, men under Justinianus I utvecklades arkitektur och konst i en distinkt bysantinsk stil med mosaikerna och Hagia Sofia som de mest berömda bedrifterna. Den bysantinska konsten fick mycket stor betydelse för konsten i bl.a. Italien, Ryssland och Grekland.
Se vidare: Bysantinska riket

#### Gotikens konst
Huvudartikel: Gotiken
Gotikens alla kännetecken hade redan utvecklats på olika håll i, i första hand, Frankrike när alla dessa erfarenheter av katedralbyggandet sammanställdes till en ny stil i klosterkyrkan Saint-Denis under Abbot Suger. Det blev inledningen på den första genuint kristna byggnadstraditionen. Den klassiska arkitekturens statiska karaktär och betoning av delarnas funktion fick ge vika för en organisk helhet där alla delar sammansmälte till konstruktiv princip som var helt ny. Gotiken grundelement - Spetsbågen, strävpelaren och kryssribbvalvet - samverkade i katedralerna och möjliggjorde enorma stenmonument vars skulpturala utsmyckning saknar motstycke i historien.
Se även: Gotikens konst, Gotikens arkitektur

### Renässansen
Huvudartikel: Renässansen
Under medeltiden var måleriet och skulpturen av religiös art. I.o.m. renässansen återupplivades konstformerna från antikens Grekland och Rom vilket ledde till många förändringar såväl till formen som till innehållet. Till exempel blev konsten mer realistisk då konstnärerna började använda perspektivet för att mer korrekt återge den tredimensionella verkligheten på bildplanet, och konsten utvecklades också rent tekniskt då till exempel Tizian började använda fina nyanseringar av ljuskontraster, Leonardo sin måleriska sfumato och skulptörerna återupptäckte kontraposten. Som en följd av tidens humanistiska anda blev konstens motiv också mer sekulariserad: de kristna motiven fick dela plats med motiv ur de antikens mytologi.
Till renässansens mest kända konstnärer hör Leonardo da Vinci, Michelangelo, Rafael och Jan van Eyck.

### Barock
Huvudartikel: Barock
Barocken är benämningen på den epok eller stilriktning som främst inom konsten (måleri, skulptur, arkitektur, musik etc.) var dominerande i Europa från slutet av 1500-talet och in på 1700-talet. Stilen kännetecknas av en särpräglad svulstighet och storvulenhet i formen när det gäller bildkonst och arkitektur. Barocken delas vanligtvis in i ungbarock, högbarock och senbarock.

### Rokoko
Huvudartikel: Rokoko
Rokoko (fr. rococo, efter rocaille, 'oregelbunden klippformation') är en stil inom konsten som hade sin glansperiod under första hälften av 1700-talet.
Denna epok skulle kunna kännetecknas av den "lekande människan", picknick ute i naturen, lätthet etc. Under denna tid var detta en flykt från de jobbiga förhållanden som var då, och det var i detta syfte konstnärer målade dessa lättsamma och lekfulla motiv.

### Upplysningstiden
- Nyantik
- Romantikens konst
- Nyklassicism

### 1800-talets konst
Se vidare: Romantiken, Realism, prerafaeliterna, Arts and Crafts, impressionism, postimpressionism, neoimpressionism, pointillism, symbolism, jugend

## Modernism
Huvudartikel: Modernism
Modernismen är den dominerande strömningen i konsten under större delen av 1900-talet. Begreppet rymmer dock så oförenliga ismer som å ena sidan dadaismen och COBRA-gruppen och å andra sidan konstruktivismen och funktionalismen.

### Före andra världskriget
Se vidare: Fauvism, expressionism, kubism, futurism, dadaism, surrealism, suprematism, neoplasticism

### Efter andra världskriget
Se vidare: Informell konst, abstrakt expressionism, färgfältsmåleri, post-målerisk abstraktion, popkonst, opkonst, minimalism, jordkonst, performance, happenings, konkret konst, neoexpressionism

## Samtida konst
Huvudartikel: Samtida konst
Med samtida konst menar många fortfarande all konst efter andra världskriget. Det är en disparat samling konst som innefattar slutet på modernismen men även den postmoderna konsten och konsten efter den. Det har sagts om den samtida konsten att den verkar både friare från de inomdisciplinära kriterier som tidigare konst varit bunden till och den är mer beroende av konstens egna uttrycksmedel än den någonsin varit, detta trots att konstnärerna har fler valmöjligheter än de någonsin haft. Ofta väljer konstnärer idag helt egna referensramar och utgör inte, som tidigare generationer konstnärer, en del av en strömning eller ism.
Se vidare: Postmodernism, Neogeo, Konceptkonst, Minimalism, Graffiti

## Utomeuropeisk konst
I den mesta litteraturen om konstens historia brukar konstforskare göra en åtskillnad mellan utomeuropeisk och primitiv konst. Med utomeuropeisk konst avses konsten i det s.k. högkulturerna och konsten utanför dessa brukar kallas primitiv konst. Denna uppdelning för med sig påtagligt etnocentriska begränsningar. Dock tydliggör uppdelningen att dess konsekvens också är att det specifika hos de mest väldokumenterade kulturella områdena lyfts fram där istället det universella betonas i de skriftlösa och ofta knapphändigt dokumenterade kulturerna. När denna uppdelning används är det därför inte för att värdera det konstnärliga uttrycket i konstföremålen i dessa kulturella områden, utan därför att uppdelningen står i korrelation till mängden material som finns tillgängligt och karaktären på detta material.
Den utomeuropeiska konsten nådde Europa först som exklusiva lyxprodukter och i och med upptäcktsresorna som exotiska artefakter som förevisades på museer. Utomeuropeisk konst har ofta tagits fasta på dessa föremål som just konst av antropologer och konstnärer i väst innan den behandlats inom till exempel konstvetenskapen. Ett välkänt exempel är de afrikanska maskerna som uppmärksammades som konstverk först efter att till exempel Picasso och Man Ray inlemmat dem i sina konstverk.

### Afrikansk konst

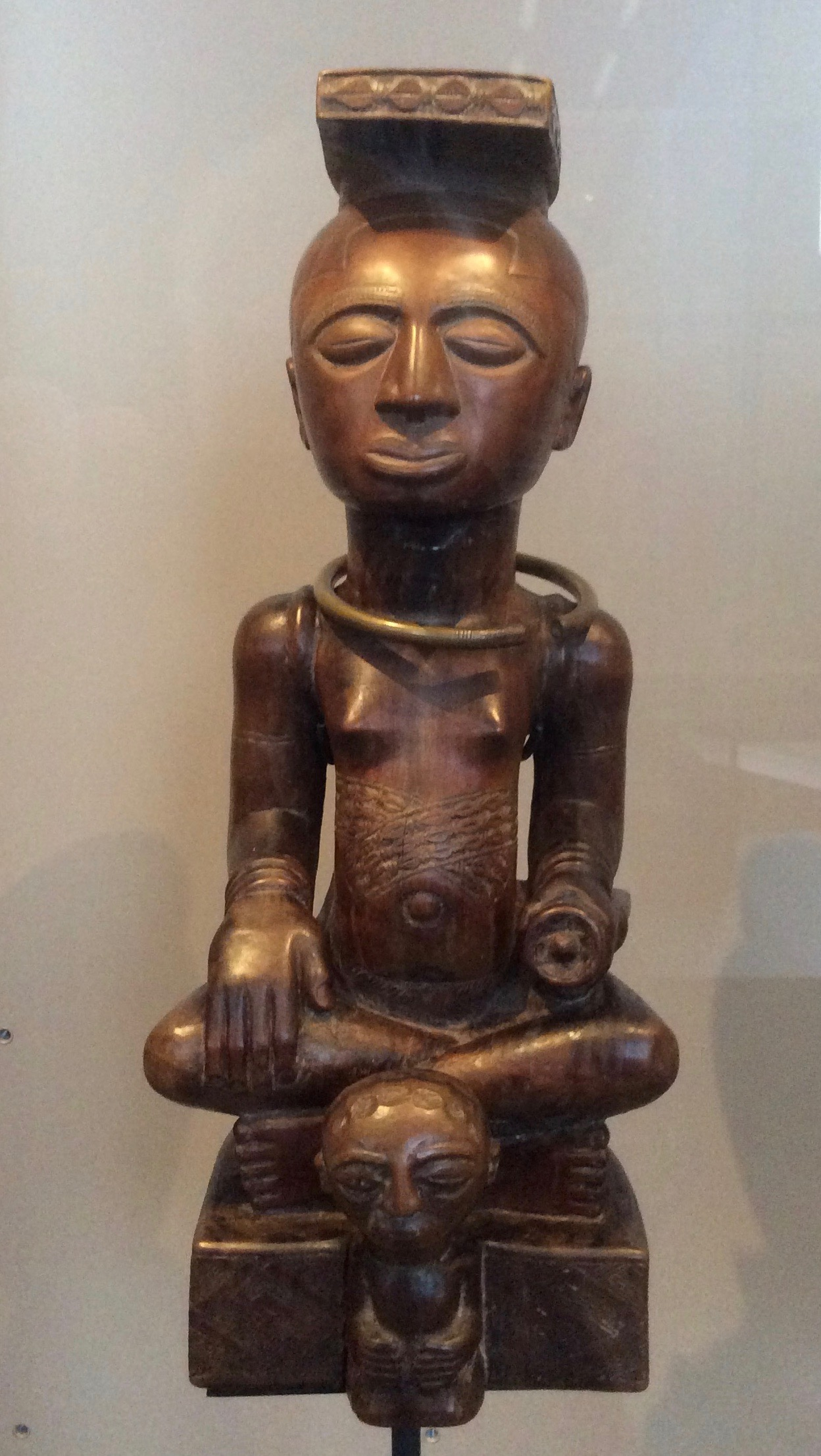
Ndop från Kungariket Kuba

Konst från Västafrika och Centralafrika domineras av skulptur. Kult (religion)figurerna och maskerna spelar en central roll i de animistiska religionerna och är vanligen utförda i trä. Den afrikanska konsten blev först allmänt känd i Europa i början av 1900-talet och blev då en stor inspiration för modern västerländsk konst, till exempel för Picasso.

### Islamisk konst
Konsten i den muslimska världen låter sig inte lätt kategoriseras i konstarter, nationaliteter eller material. Istället är det just ett gemensamt kulturellt arv förbundet av språk och religion och sociala faktorer som utmärker denna konst. Mönster, ornamentik och kalligrafi är typiska element som utan besvär vandrar mellan konstarter och länder.

### Indisk konst
Människan avbildades i den indiska konsten efter anatomiskt adekvata regler och med stor realism redan för mer än 3 000 år sedan. Även om till exempel hellenistisk och persisk påverkan finns, har jainism, buddhism, shivaism och olika former av hinduism alla, var för sig och tillsammans, skapat en i första hand religiös konsttradition som har gett avtryck över hela Asien, i synnerhet i.o.m. buddhismens spridning norr ut. Skulptur, arkitektur och dans sammansmälter i den indiska konsten till en ofta livfull och sensuell helhet där det ena inte kan existera utan det andra.

### Kinesisk konst
I den kinesiska konsten har den kinesiska bildskriften haft en utomordentligt stor betydelse för kalligrafin och måleriet som i sin tur har styrt utvecklingen inom såväl keramik, arkitektur som konsthantverk. Den konstnärliga uttryckskraften som de kinesiska konstnärerna hittat i linjen har i landskapsmåleriet kombinerats med luftperspektiv; endast i den buddhistiska konsten har människokroppen haft en framträdande roll.

### Japansk konst
Den japanska konsten har alltid varit starkt påverkad av den kinesiska, men människoskildringarna har haft en mer framträdande plats i den japanska bildtraditionen. En försmak för rent dekorativa detaljer och förgängliga material som trä och papper i arkitekturen är andra japanska särdrag.

### Inuitisk konst
Den inuitiska konsten emigrerade från Asien till Amerika omkring 2000 f.Kr. och har under tiden fram till den europeiska kolonisationen av Amerika och det norra polarområdets utforskning fungerat som en brukskonst med omväxlande vardagliga uppgifter och magiska funktioner. Masker och harpuner har dekorerats med vackra mönster utgör idag en egen stil på den globala konstmarknaden. Samtidigt som den inuitiska konsten har en ursprunglig och enkel prägel finns det i till exempel inuiternas kajaker och byggnader en funktionalitet som inte överträffas av mycket annan konst.

### Rysk konst
Den ryska konsten stod länge den bysantinska mycket nära och förblev sina doktriner trogen in i modern tid. Ikonmåleriet förändrades mycket lite under en period på 1000 år. Kyrkoarkitekturen mottog visserligen impulser från den italienska renässansen, men behöll sin stränga ryska prägel. Under Peter den store blev barocken den officiellt sanktionerade arkitekturen fram till revolutionen. Den modernistiska konsten före och efter revolutionen brukar fortfarande betraktas som mycket viktig för den moderna konsten.